# Mig og min lillesøster
|  | Denne artikel er oprettet af botten Steenthbot ud fra en ekstern database. Den kan derfor have sproglige fejl eller mangler. Denne skabelon kan fjernes efter kontrol af indholdet. |

Mig og min lillesøster er en dansk børnefilm fra 1974 instrueret af Ulla Raben.

## Handling
Film om 6-årige Charlotte, som har en lillesøster, som hun til tider finder noget besværlig - måske ikke mindst, når mor kæler mest for den lille.